# Asociación Euskara de Navarra
La Asociación Éuskara de Navarra fue una Sociedad creada por Juan Iturralde y Suit en Pamplona en 1877 junto a un grupo de intelectuales navarros y fueristas como instrumento de la recuperación cultural vasca.

## Origen
Iturralde y Suit proyectó crear una sociedad cultural vasca en Navarra en 1868. De esta forma reunió a Pablo Ilarregui Alonso, secretario del Ayuntamiento de Pamplona, historiador y poeta, al médico militar y humanista Nicasio Landa, al sacerdote Esteban Obanos entre otros, con los que realizaron un llamamiento a intelectuales de Álava, Guipúzcoa y Vizcaya. Este proyecto fue interrumpido por la tercera guerra carlista.
La idea de crear una sociedad para defender los intereses culturales vascos es lanzada en el periódico La Paz editado en Madrid entre 1876 y 1878 por fueristas vascongados con motivo de la discusión de la ley abolitoria de los fueros vascongados. Arturo Campión, estudiante de Derecho en Madrid en 1876 y colaborador de La Paz, lanza la sugerencia de crear esa asociación, que es acogida por el grupo de navarros, que ya desde 1868, proponían la creación de una "asociación conservadora del vascuence". A La Paz, le seguirán en Pamplona los periódicos El Arga (1879-1881) y LauBuru (1882-1886) en su defensa de los fueros.
Tras la guerra, Iturralde congregó a un grupo de intelectuales navarros en octubre de 1877, que fundaron la Academia Etnográfica de Navarra que pronto sería cambiada de nombre. En la misma estaban Landa; Obanos, primer presidente de la entidad; Florencio Ansoleaga Elizondo, arquitecto y arqueólogo, Estanislao de Aranzadi, profesor de la Universidad de Oñate y decano del Colegio de Abogados de Pamplona, defensor del euskera; Arturo Campión, abogado, político, historiador y el polígrafo más notable de la historia contemporánea navarra; Hermilio de Olóriz bibliotecario y cronista del reino; Salvador Echaide, abogado; Aniceto Lagarde; Antero Irazoqui; Fermín Iñarra; Serafín Olave y alguno más.

## Ideología
En el programa de la Asociación se afirmaba lo siguiente: 

Si el pueblo euskara cuya raza, cuyo genio peculiar, cuyas costumbres son tan esencialmente distintas de las de los otros pueblos, ha podido conservar su personalidad, y se ha mantenido con su genuino carácter y sus varoniles virtudes a través de los siglos, es indudablemente porque supo guardar, como en depósito sagrado, esa antiquísima lengua vascongada.

Su objetivo tal y como figura en su reglamento de noviembre de 1877 era "conservar y propagar la lengua, literatura e historia vasco-navarra, estudiar su legislación y procurar cuanto tienda al bienestar moral y material del País."

### Implicación política
La Asociación Euskara se reclamaba apolítica, y tenía el criterio de integrar a personas de diversas tendencias. No realizaba actividad política como tal Asociación. Sin embargo, la actuación de sus principales miembros les llevó «a una intervención directa en política a partir de 1880, aunque fuera a título individual». Predominaba entre ellos el fuerismo radical (el lema de la asociación era "Jaungoikoa eta Fueroak", "Dios y fueros") y la idea de unión de las provincias vascas (formulan por primera vez el lema Zazpiak bat, “las siete, en una”). El "Partido Fuerista de la Unión Vascongada" creado por Fidel Sagarminaga Epalza y precedente de la sociedad "Euskal Erria" encontrará en Navarra el pleno apoyo de los socios de esta asociación cuando se presenta como partido en 1880. Para las elecciones del 4 de mayo de 1881 «promovieron en Pamplona una candidatura unitaria con los carlistas, "La Unión Pamplonesa". Obtuvieron ocho concejales frente a tres liberales y un demócrata.» Este auge fuerista repitió éxito con su candidatura "LauBuru" en las elecciones municipales de 1883. Sin embargo, en 1886, con la reaparición del Carlismo en el escenario electoral, «el fuerismo navarro quedó desplazado del campo político.»

## Actividad
Se crearon dentro de la sociedad seis secciones de trabajo. Establecieron contacto con intelectuales vascos del País Vasco-Francés como Antoine d´Abbadie, Intxauspe, Duvoisin y Luis Lucien Bonaparte; de Álava como Moraza, Egaña, Herrán y Ortiz de Zárate; de Guipúzcoa como Manterola, Soraluce y Araquistáin; y de Vizcaya como Sagarmínaga, Trueba y Delmas.
Francisco Navarro Villoslada fue socio de honor de la Asociación Éuskara de Navarra. En su célebre novela Amaya o los vascos en el siglo VIII afirma el autor la unidad radical de las siete tribus vascas de Euscalerría y el mutuo apoyo de las cuatro penisulares.
Los "éuskaros" canalizaron su actividad política a través de los periódicos El Arga (1879-1881) y Lau Buru (1882-1886). Promovieron distintas candidaturas fueristas en las elecciones municipales, forales y a Cortes, con la idea de asentar un partido fuerista vigoroso en las cuatro provincias, con grupo parlamentario propio. No consiguieron abrir un espacio propio entre liberales y carlistas.
El Arga bajo el lema Por Navarra, Para Navarra y cambiado al año por Unión Vasco-Navarra, en la que se proponía formar un partido exclusivamente fuerista, que tenga como único objetivo la recuperación del régimen foral:

Aunque con vicisitudes diversas en la historia, Navarra y sus hermanas Guipúzcoa, Vizcaya y Álava no forman en realidad más que un solo pueblo, unas mismas costumbres, una autonomía común de siglos, una misma lengua, verdadero y tal vez único signo de las nacionalidades lógicas, un mismo espíritu de libertad inextinguible.

La existencia de la Asociación fue muy azarosa. Fundada en 1877, se disolvió en 1897 aunque desde 1885 ya no tenía actividad. Sus recursos fueron muy limitados y su operatividad escasa. La obra más apreciable fue la publicación de la Revista Euskara (1878-1883), desaparecida por no haber ningún socio que pudiera responsabilizarse de su edición.
Algunos de los objetivos de la Asociación Euskara fueron retomados años después por la Sociedad de Estudios Vascos y la Real Academia de la Lengua Vasca.